# Tashi Zangmo
Tashi Zangmo (nacida en 1963) es una activista butanesa, reconocida por ser la directora ejecutiva de la Fundación de las Monjas de Bután desde el año 2009. El objetivo principal de la fundación es crear conventos como forma de ayudar y potenciar la educación y la autosuficiencia de mujeres y niñas en el país asiático.

## Biografía
Zangmo nació en 1963 en Wamrong, Bután. Fue la primera mujer en su pueblo y en su familia en asistir a la escuela. Luego de completar sus estudios, trabajó como secretaria en el servicio civil en la década de 1980.
Estudió en la India y en los Estados Unidos. Recibió un grado en budología en el Instituto Central de Altos Estudios Tibetanos (CIHTS) en Benarés y en Estudio del desarrollo en el Mount Holyoke College, Massachusetts. Más tarde cursó una maestría y un doctorado en la Universidad de Massachusetts, Amherst. 
Al terminar sus estudios regresó a Bután y se convirtió en directora ejecutiva de la Fundación de las Monjas de Bután, establecida en 2009 con el patrocinio de la reina Tshering Yangdon.
En 2018, Zangmo fue incluida en la prestigiosa lista 100 Mujeres de la BBC.